# Pojana zachodnioafrykańska
Pojana zachodnioafrykańska (Poiana leightoni) – gatunek ssaka z rodziny wiwerowatych (Viverridae). Gatunek słabo poznany, występujący w zachodniej Afryce. Według IUCN jest narażony na wyginięcie.

## Zasięg występowania
Pojana zachodnioafrykańska występuje w południowo-zachodniej części Wybrzeża Kości Słoniowej oraz we wschodniej Liberii. Obecność tego gatunku w południowo-wschodniej Gwinei wymaga potwierdzenia.

## Taksonomia
Gatunek po raz pierwszy zgodnie z zasadami nazewnictwa binominalnego opisał brytyjski zoolog Reginald Innes Pocock w 1908 roku na łamach Proceedings of the Zoological Society of London jako podgatunek pojany kongijskiej (P. richardsonii). Miejsce typowe odłowu holotypu autor określił jako: „Piętnaście do dwudziestu mil na zachód od Putu Mountains, które leżą na zachód od Duobe i rzeki Cavalla. Rzeka Cavalla jest wschodnią linią graniczną pomiędzy Liberią a Wybrzeżem Kości Słoniowej, a Duobe jest jednym z jej dopływów i przyłącza się do Cavally około siedemdziesiątej mil w linii prostej od jej ujścia, płynąc ponad sto mil niemal równolegle do głównego nurtu Cavally” (Liberia). 
Autorzy Illustrated Checklist of the Mammals of the World uznają ten gatunek za monotypowy.

### Etymologia
- Poiana: nazwa rodzajowa pochodzi najprawdopodobniej od drugiego człony nazwy Fernando Po (obecnie Bioko), wyspy, z której pochodził gatunek typowy[9].
- leightoni: Leonard Leighton (data urodzenia i śmierci nieznane), kolekcjoner ssaków w Liberii na początku XX wieku[10].

## Morfologia
Długość ciała 30–38 cm, ogona 35–40 cm; masa ciała 500–700 g. Niewielki, smukły drapieżnik podobny do żenety. Futro na grzbiecie jest miękka i bardzo krótka, koloru żółtopłowego; owłosienie na stronie brzusznej jest białe. Na grzbiecie i bokach ciała występują duże nieregularne ciemne plamy, znacznie mniejsze na kończynach tylnych oraz na bokach w okolicy brzucha; plamy te są mniej lub bardziej uporządkowane w czterech do pięciu podłużnych rzędach i tworzą podłużne paski zachodzące aż na szyję. Od połowy grzbietu do nasady ogona biegnie ciemny, czasami przerywany pas. Na ogonie występuje dziesięć do dwunastu ciemnych pierścieni w kształcie szewronu (węższe na boku i dole ogona). Wzór zębowy: I 3/3, C 1/1, P 4/4, M 1/2 = 38.

## Ekologia
Pojana zachodnioafrykańska zamieszkuje baldachim wilgotnych lasów tropikalnych, gdzie podobno buduje gniazda na wysokości co najmniej dwóch metrów nad ziemią, w których może odpoczywać w ciągu dnia. Po kilku dniach opuszcza gniazdo, budując następne w innym miejscu. Nie ma informacji na temat aktywności dobowej.
Dieta tego drapieżnika jest słabo poznana; zjada owady, ptaki oraz materiał roślinny, najprawdopodobniej poluje też na gryzonie i ewentualnie gady.
Nic nie wiadomo na temat rozrodu i wychowu młodych.

## Status i zagrożenia
W Czerwonej księdze gatunków zagrożonych Międzynarodowej Unii Ochrony Przyrody i Jej Zasobów został zaliczony do kategorii VU (ang. Vulnerable – narażony na wyginięcie). Gatunek ten znany jest tylko z kilkunastu okazów muzealnych; najnowszymi rekordami są dwie skórki zebrane w 1988 roku we wschodniej Liberii. Nie ma wiarygodnych informacji o stanie populacji tego gatunku. Główne zagrożenia dla niego nie są znane, ale prawdopodobnie ssak ten jest zagrożony utratą siedlisk w górnych lasach Gwinei. Priorytetem dla tego gatunku są badania mające na celu określenie zakresu jego występowania, stanu populacji oraz jego trybu życia.